# Google+
Google+ a fost o rețea de socializare dezvoltată de compania americană Google. Serviciul a fost lansat la data de 28 iunie 2011 în test, cu acces pe bază de invitație, și a fost lansat public la 20 septembrie 2011. Google+ făcea parte din fenomenul denumit Web 2.0 și este considerat a fi un răspuns din partea Google Inc. la rețeaua de socializare facebook. La 22 septembrie 2011 Google+ înregistra peste 43 de milioane de utilizatori. În 2012, cel mai urmărit profil de pe Google+ era cel al lui Mark Zuckerberg, cofondator al lui Facebook. În decembrie 2018, Google anunțase, că Google+, pe data de 2 aprilie 2019 va fi închis pentru utilizatori. Începând cu data de 4 aprilie (2019), utilizatorii nu au mai putut să se înregistreze. Toate articolele și fotografiile postate de către persoane au început să fie șterse.

## Caracteristici

### +1
Butonul „+1” avea rolul de a recomanda public un material suplimentar, de pe un alt site web. Persoanele din cercurile de prieteni ai utilizatorului puteau folosi butonul +1 atunci când, căutând un anumit termen cu Google, un anumit rezultat al căutării era marcat cu „+1”.

### Cercuri
Prin alocarea prietenilor unui anumit grup de persoane se puteau distribui conținuturi diferite către persoane diferite. Persoanele din acel cerc puteau vedea restul utilizatorilor din cerc, dar nu puteau vedea numele cercului. Această opțiune putea fi modificată astfel încât prietenii să nu aibă acces la aceste informații.

### Hangouts
Cu ajutorul funcției hangouts se puteau desfășura chaturi video cu până la nouă persoane simultan. 

### Căutare
Funcția de căutare oferea noutăți legate de persoanele din cercurile proprii, știri de pe web și mesaje publice Google+.

### Messenger
Aplicația era disponibilă pentru Android, SMS și iPhone. Cu ajutorul ei utilizatorii puteau comunica prin mesaje text cu prietenii din cercuri. Messenger reunește toate conversațiile de pe toate platformele într-un singur chat de grup.

### Încărcare instant
Era o funcție prin care fotografiile se puteau încărca automat într-un album privat Google+, de unde apoi puteau fi făcute publice prietenilor din cercuri.

### Flux
Fluxul centraliza toate conținuturile pe care alți prieteni le-au distribuit unui anumit utilizator, precum și persoanele care încercau să-i distribuie acestuia conținuturi, dar care nu făceau parte din cercurile sale. Conținea postări cu text, fotografii, videoclipuri, linkuri sau marcatori de locație. Atunci când utilizatorul distribuia conținuturi unor persoane sau prin intermediul cercurilor, conținuturile urmau a fi afișate în fluxurile acestora.

### Sparks
Funcția sparks oferea conținuturi de actualitate găsite pe web, venite ca recomandări din partea Google+ pe baza intereselor utilizatorului.